# Coleophora cispiticella
Coleophora cispiticella é uma espécie de mariposa do gênero Coleophora pertencente à família Coleophoridae.<